# Adenocarpus bivonii
Adenocarpus bivonii es una especie de plantas de la familia Fabaceae, son endémicas de la isla de Sicilia. Su nombre proviene del botánico italiano Antonino Bivona Bernardi. Localmente se la conoce como ginestra di Bivona. Es una especie rara, que aparece en la vertiente noreste y sudoeste del Etna.

## Descripción
Se trata de un arbusto, que alcanza una altura de entre 40 a 80 centímetros. La corteza de las ramas es de color gris claro y se encuentra cubierta de pequeños cilios. Las hojas tienen tres segmentos oblanceoladas escasamente pubescente, con unas dimensiones de 5-11 x 2-5 mm. El pedúnculo tiene una longitud de ente 4 a 8 mm. Los cálices de las flores tienen entre 5 a 6,5 mm de longitud. La corola es de color amarilla.